# سید محمد مشعشع
سید محمد مشعشع، با نام کامل سید محمد بن فلاح بن هیبت‌الله، از مدعیان نیابت حجت بن الحسن است. وی قبل از سلطنت صفویان، اولین حکومت شیعه خوزستان را بنا نهاد.

## زندگی‌نامه
سید محمد مشعشع، در واسط عراق بدنیا آمد. نسب وی به هفتمین امام شیعیان موسی کاظم می‌رسد. وی در شهر واسط به دنیا آمد و تحصیلات خود را در شهر حله و در مکتب احمد بن فهد حلی (۷۵۷–۸۴۱ق) گذراند. مطابق منابع، سید محمد در مدت کوتاهی به درجات علمی بالایی رسید تا جایی که اجازه تدریس را از استاد خود دریافت نمود. با فوت پدر سید محمد، ابن فهد حلی با مادر او و سید محمد نیز با دختر ابن فهد ازدواج کرد.
محمد بن فلاح اهل ریاضت و دارای منش صوفیانه بود تا آن جا که یک بار به مدت یک سال در مسجد جامع کوفه معتکف شد و در طول آن مدت غذای وی اندکی آرد جو بود و در این مدت بسیار می‌گریست.
محمّد بن فلاّح در سال ۸۴۰ق (یکی دو سال پیش از فوت ابن فهد) از جانب حجت بن الحسن ادعای نیابت کرد و به این ترتیب از جانب استاد مرتد اعلام و محکوم به قتل شد. البته ابن فهد حلی نیز تاب برتری شاگرد را بر خود نداشت.
منابع تاریخی آغاز فعالیت‌ها و ادعاهای سیدمحمد را، دست‌یابی وی بر کتاب استادش در «علوم غریبه» می‌دانند که با استفاده از آن و نمایش برخی رفتارهای عجیب، اعراب نواحی خوزستان را مرید خود کرد و تا جایی پیش رفت که خود را به عنوان فقیه جامع الشرائط زمان به «نائب مهدی» ملقب نمود. به دنبال این جریانات کینه‌توزی شیخ فهد منجر به صدور فتوای کشتن محمد بن فلاح گردید و دو نامه به امیر منصور بن قباد ادریس عبادی نوشته و او را تشویق به کشتن سید نمود و ریختن خونش را مباح دانست. در پی وصول نامه، امیر منصور سید محمد را دستگیر کرد. محمد بن فلاح در دفاع از ادعای خویش و اثبات کینه جویی شیخ موفق به اقناع امیر منصور و آزادی خویش گردید.
به مرور در پی جنگ‌ها و اقدامات نظامی دولت مشعشعی، مولی علی فرزند سید محمد قدرت یافت. وی حضور جدی خود را در سال ۸۴۰ق در مناطق متعلق به عشایر یاد شده آغاز کرد. مولی علی و یارانش با حمله به مناطق مختلف، توانستند تجهیزات جنگی فراهم کنند و در سال ۸۴۴ق آبادی‌های بین بصره و واسط به نام جزایر را به تصرف درآورند. آنان با تصرف هویزه در سال ۸۴۵ق به دولتی نیرومند تبدیل شدند. با تسلط مشعشعیان بر هویزه، به ویژه از سال ۸۵۸ق تا ۸۶۱ق رهبری آنان به‌طور عملی در دست مولی علی فرزند سید محمد قرار گرفت. وی توانست شهرهای نجف، کربلا و حلّه را تصرف نماید. مولی علی در سال ۸۶۱ق با دستور پیر بوداق به قتل رسید و سرش برای جهانشاه فرستاده شد. پس از قتل مولی علی، دوباره پدرش سید محمد تا هنگام وفات (۸۷۰ق) رهبری مشعشیان را برعهده گرفت. پس از فوت سید محمد، فرزند دیگرش، محسن (۹۰۵–۸۷۰ق) رهبری را بر عهده گرفت.

## کلام المهدی
کلام المهدی کتابی است که سید محمد مشعشع، مؤسس سلسله مشعشعیان در سال ۸۶۵ ه‍.ق نگاشته‌است. سید محمد مشعشع در این کتاب خود را سیدی نایب مناب مهدی می‌داند و «و هذا السید المناب عن الغائب» تعبیری است که از خود در این کتاب به کار برده‌است.
کلام المهدی مجموعه‌ایست مشتمل بر مطالب دینی و اعتقادی و پاره‌ای از نامه‌ها و پاسخ‌هایی که مؤلف به دیگران نوشته و دفع انتقاداتی که بر وی شده‌است می‌نماید بر اثر ادعاء مهدویت. با اینکه ظاهر این کتاب مبتی بر اساس عقائد شیعی می‌باشد و پیروی و تثبیت اصول تشیع را می‌نماید، در عین حال دارای جمله هائیست که با اساس اسلام موافق نباید و هیچ‌یک از مسلمانان بدان عقیده ندارند، و گفتارهای وی پر از تناقض به نظر می‌آید و مشتمل بر سخنان غریب می‌باشد؛ مثلاً در صفحه‌های اول کتاب می‌گوید: «و هذا السید الذی ظهر هو بمنزلة محمد الذی جاء بنوع الرسالة و بمنزلة علی الذی قتله ابن ملجم و بمنزلة کل نبی و کل ولی بالنوع الظاهر و ضعف البشریة لا بالقوة القاهرة لان الحقیقة لا تنقل الحجاب و یتصف البدن کجبرئیل مع تشکله بعدة آبدان مع بقاء الحقیقة علی حالها». این کتاب به سال‌های ۸۵۵–۸۶۵ ه‍.ق نوشته شده، و نام وی چنانچه ذکر شد در الذریعه ۱۱۱/۱۸ و به پیروی از وی در فهرست میکروفیلم‌های کتابخانه مرکزی دانشگاه تهران ۳۲/۲ آمده‌است. ولی روی برگ اول نسخه حاضر به نام «رسم السلطان» معرفی شده‌است.
با توجه به کتاب کلام المهدی، در واقع سید محمد مشعشع اولین بیان کننده بحث ولایت فقیه در زمان غیبت امام عصر بود. هم‌اکنون نسخی خطی از این اثر تاریخی مذهبی در کتابخانه مجلس شورای اسلامی نگهداری می‌شود. همچنین میکروفیلمهایی از ان در کتابخانه دانشگاه تهران موجود است.

## ادعاهای محمد مشعشع
سید محمد در کتاب کلام المهدی، خود را سیدی نایب مناب حجت بن الحسن می‌داند و «و هذا السید المناب عن الغائب» تعبیری است که از خود در این کتاب به کار برده‌است. وی علاوه بر نایب حجت بن الحسن، خود را «امام امت» هم می‌خواند. محمّد بن فلاّح پیش از این در سال ۸۴۰ق (یکی دو سال پیش از فوت ابن فهد) از جانب حجت بن الحسن، ادعای نیابت کرد و به این ترتیب از جانب استاد مرتد اعلام و محکوم به قتل شد.